# Dipoena linzhiensis
Dipoena linzhiensis là một loài nhện trong họ Theridiidae.
Loài này thuộc chi Dipoena. Dipoena linzhiensis được Hsen Hsu Hu miêu tả năm 2001.